# Lupolove, Uleanovka
Lupolove (în ucraineană Луполове) este localitatea de reședință a comunei Lupolove din raionul Uleanovka, regiunea Kirovohrad, Ucraina.

## Demografie
Componența lingvistică a localității Lupolove
     Ucraineană (94,9%)
     Română (3,59%)
     Rusă (1,52%)
Conform recensământului din 2001, majoritatea populației localității Lupolove era vorbitoare de ucraineană (94,9%), existând în minoritate și vorbitori de română (3,59%) și rusă (1,52%).